# George Benson
George Benson, ameriški kitarist, pevec in skladatelj, * 22. marec 1943, Pittsburgh, Pensilvanija, ZDA.
Svojo profesionalno kariero je začel pri 21. letih kot jazzovski kitarist. Benson uporablja posebno tehniko ubiranja "rest-stroke", kateri podobno so uporabljali nekateri gypsy jazz kitarist kot je Django Reinhardt.
Benson je prvič postal znan v 60. letih, ko je z Jackom McDuffom in drugimi igral soul jazz. Kmalu potem je začel uspešno solo kariero, kjer se je gibal med jazzom, popom, R&B petjem in scat petjem. Njegov album Breezin' je dosegel trikrat platinast certifikat in je leta 1976 dosegel 1. mesto lestvice Billboard 200. Njegovi koncerti v 80. letih so bili zelo dobro obiskani, še vedno pa ga poslušajo množice. Leta 1996 je prejel zvezdo na Hollywoodski aleji slavnih.

## Biografija

### Zgodnja kariera
Benson se je rodil in odraščal v Pittsburghu, v predelu Hill District. Ko je bil star sedem let je v lekarni igral na ukulele, za kar je dobil nekaj dolarjev. V starosti osmih let je ob petkih in sobotah zvečer igral kitaro v nočnem klubu brez licence, policija pa je klub kmalu zaprla. Ko je dopolnil deset let je posnel svojo prvo singl ploščo, »She Makes Me Mad«, ki je izšla pri newyorški založbi RCA-Victor. Plošča je izšla pod imenom »Little Georgie«.
Benson je obiskoval šolo Schenley High School, na kateri je tudi maturiral. Že v mladosti se je naučil igranja instrumentalnega jazza med nastopi z organistom Jackom McDuffom. Eden izmed njegovih zgodnjih kitarskih idolov je bil country-jazz kitarist Hank Garland. Ko je dopolnil 21 let je posnel svoj prvi album, The New Boss Guitar of George Benson, kjer je sodeloval tudi McDuff. Naslednji Bensonov album je bil It's Uptown, kjer sta sodelovala tudi Lonnie Smith na orglah in Ronnie Cuber na bariton saksofonu. Sledil je album The George Benson Cookbook, z Smithom na orglah, Cuberjem na bariton saksofonu ter Marionom Bookerjem na bobnih. Sredi 60. let je z Bensonom sodeloval tudi Miles Davis. Bensonovo igranje kitare lahko slišimo pri skladbi »Paraphernalia«, ki je izšla na Davisovem albumu Miles in the Sky, ki jo je leta 1968 izdala založba Columbia Records.
Benson je zatem sklenil pogodbo z jazz založbo Creeda Taylorja, CTI Records, pri kateri je posnel nekaj albumov z znanimi gostujočimi jazzisti. Njegov album iz leta 1974, Bad Benson, je dosegel vrh Billboardove jazz lestvice, naslednika, Good King Bad (51. mesto lestvice pop albumov) in Benson & Farrell (z Joejem Farrellom), pa sta oba dosegla top 3 prodajane jazzovske albume. Benson je posnel tudi verzijo albuma Abbey Road, skupine The Beatles, The Other Side of Abbey Road, ki je prav tako izšel leta 1969, in verzijo skladbe »White Rabbit«, ki jo je originalno napisala in posnela skupina Great Society iz San Francisca, skladba pa je postala znana po izvedbi skupine Jefferson Airplane. V tem času je Benson veliko igral in snemal za druge izvajalce založbe CTI, vključno za Freddieja Humbarda in Stanleyja Turrentina. Bensona lahko slišimo sploh na Turrentinovem albumu Sugar.

### 70. in 80. leta
Od sredine pa do konca 70. let, ko je snemal pri založbi Warner Bros., ga je začela poslušati nova množica poslušalcev. Leta 1976 je Benson izdal album Breezin', s skladbo »This Masquerade«, ki jo je sam odpel. Skladba je postala hit ter je osvojila grammyja za posnetek leta. Ostale na albumu so instrumentalne, na albumu pa je izšla tudi verzija Felicianove skladbe »Affirmation«. Breezin′ je bil pomemben album v zgodovini popularne glasbe – prvi jazzovski album, ki je postal platinast.
Leta 1976 je Benson, skupaj s soul pevko Minnie Riperton, ki so ji v začetku leta 1976 odkrili raka na dojki, šel na turnejo. Istega leta se je Benson, kot kitarist in spremljevalni vokalist, pojavil pri Wonderjevi skladbi »Another Star«, ki je izšla na Wonderjevem albumu Songs in the Key of Life. Benson je posnel tudi originalno verzijo skladbe »The Greatest Love of All« za Alijev biografski film, The Greatest, kasneje pa jo je posnela tudi Whitney Houston pod naslovom »Greatest Love of All«. V tem času je Benson snemal z nemškim dirigentom Clausom Ogermanom. Živi posnetek skladbe »On Broadway«, ki jo je Benson posnel nekaj mesecev kasneje in je izšla na albumu Weekend in L.A., je prav tako osvojila grammyja. V 60., 70. in 80. letih je sodeloval tudi s Freddiejem Hubbardom.
Založba The Qwest (pod lastništvom Warner Bros., ki jo je vodil Quincy Jones) je leta 1980 izdala Bensonov prebojni pop album Give Me the Night, ki ga je produciral Jones. Skladba »Give Me the Night«, ki jo je napisal Rod Temperton, se je uvrstila med top 10 R&B in pop lestvic. Jones je Bensona spodbudil k iskanju vokalne inspiracije, ta pa je ponovno odkril Nata Cola, Rayja Charlesa in Donnyja Hathawayja. Vse to je vplivalo na izdajo nekaj njegovih vokalnih albumov v 90. letih. Kljub njegovem povratku k jazzu in igranju kitare, je Benson leta 2000 na albumu Absolute Benson izdal vokalno-instrumentalno skladbo »The Ghetto«, ki jo je sicer v originalu posnel Donny Hathaway. Benson je sicer posnel še tri platinaste albume in dva zlata albuma.

### 90. leta in sedanjost
Leta 1985 sta se Benson in kitarist Chet Atkins povzpela na smooth jazz lestvici s skladbo »Sunrise«, eno izmed dveh skupaj posnetih skladb, ki sta izšli na Atkinsovem albumu Stay Tuned. Leta 1992 je Benson sodeloval pri snemanju McDuffovega albuma Color Me Blue, kar je bilo prvo Bensonovo sodelovanje z založbo Concord. Leta 2006 je Benson z založbo sklenil pogodbo in z Alom Jarreaujem odšel na skupno turnejo po ZDA, Južni Afriki, Avstraliji in Novi Zelandiji, kjer sta promovirala njun album Givin' It Up, ki je leta 2006 prejel dva grammyja.
V počastitev dolgega partnerstva med Bensonom in podjetjem kitar Ibanez ter v počastitev 30 let Bensonove uporabe modelov GB Signature Models, je podjetje Ibanez ustvarilo omejeno število modelov GB30TH. Leta 2009 je bil Benson počaščen s strani National Endowment of the Arts z naslovom Jazz Master, kar je najvišja ameriška jazzovska čast. 25. julija 2009 je Benson nastopil na 49. Ohridskem poletnem festivalu v Makedoniji, 27. julija pa je izvedel koncert v spomin Natu Kingu Colu An Unforgettable Tribute to Nat King Cole, kot del Mednarodnega jazzovskega festivala v Carigradu. Konec leta 2009 je Benson zaključil snemanje novega albuma, Songs and Stories, katerega producent je bil John Burk, pri snemanju albuma pa sta sodelovala tudi studijska glasbenika David Paich in Steve Lukather. Kot del promocije albuma, je Benson nastopil v oddajah Tavis Smiley Show, Jimmy Kimmel Live! in Late Night with Jimmy Fallon.
Bensonova turneja je leta 2010 potekala po Severni Ameriki, Evropi in Tihooceanskem loku, vključno z nastopom na Singapurskem sončnem festivalu. Marca 2011 je nastopil na jazz festivalu na Javi. Istega leta je Benson izdal album Guitar Man, na katerem lahko slišimo revizijo njegovega igranja iz 60. in 70. let skupaj z zbirko verzij jazzovskih in pop standardov. Album je produciral John Burk.
Junija 2013 je Benson izdal svoj četrti album pri založbi Concord Records, Inspiration: A Tribute to Nat King Cole, pri katerem so kot gostujoči izvajalci sodelovali Wynton Marsalis, Idina Menzel, Till Brönner in Judith Hill. Septembra je nastopil na festivalu Rock in Rio v Riu de Janieru. Nastop je zaznamoval 35. obletnico njegovega prvega nastopa na tem festivalu.
Julija 2016 se je Benson, kot mentor, udeležil oddaje Guitar Star na televiziji Sky Arts, kjer so iskali najbolj nadarjenega kitarista v Združenem kraljestvu in na Irskem.

## Osebno življenje
Od leta 1965 je Benson poročen z Johnnie Lee. V svoji glasbi se osredotoča bolj na ljubezen in romantiko. Benson je Jehovova priča.

## Diskografija

### Studijski albumi
- The New Boss Guitar of George Benson (1964)
- It's Uptown (1966)
- The George Benson Cookbook (1966)
- Giblet Gravy (1968)
- Shape of Things to Come (1968)
- Goodies (1968)
- Tell It Like It Is (1969)
- The Other Side of Abbey Road (1970)
- Beyond the Blue Horizon (1971)
- White Rabbit (1972)
- Body Talk (1973)
- Bad Benson (1974)
- Good King Bad (1976)
- Benson & Farrell (1976)
- Breezin' (1976)
- In Flight (1977)
- Livin' Inside Your Love (1979)
- Give Me the Night (1980)
- In Your Eyes (1983)
- Pacific Fire (1983)
- I Got a Woman and Some Blues (1984)
- 20/20 (1984)
- While the City Sleeps... (1986)
- Collaboration (1987)
- Twice the Love (1988)
- Tenderly (1989)
- Big Boss Band (1990)
- Love Remembers (1993)
- That's Right (1996)
- Standing Together (1998)
- Absolute Benson (2000)
- Irreplaceable (2003)
- Givin' It Up (2006)
- Songs and Stories (2009)
- Guitar Man (2011)
- Inspiration: A Tribute to Nat King Cole (2013)

### Albumi v živo
- In Concert-Carnegie Hall (1975)
- Weekend in L.A. (1977)
- Round Midnight (1989)
- Best of George Benson Live (2005)
- Live from Montreux (2007)

### Kompilacijski albumi
- Benson Burner (1976)
- Blue Benson (1976)
- Space (1978)
- Mr.Mellow George Benson Greatest Hits (1978)
- The George Benson Collection (1981)
- Exclusive Benson (1987)
- Grand New World - Greatest Love Songs (1990)
- Best of George Benson in the CTI/Kudu Years (2000)
- The Ultimate Collection (2015)

## Nagrade

### Grammyji
Seznam grammyjev, ki jih je prejel George Benson
| Leto | Kategorija                                | Naslov                     | Opombe                             |
| ---- | ----------------------------------------- | -------------------------- | ---------------------------------- |
| 1977 | Najboljša instrumentalna R&B izvedba      | »Theme from Good King Bad« |                                    |
| 1977 | Najboljša instrumentalna pop izvedba      | Breezin'                   |                                    |
| 1977 | Posnetek leta                             | »This Masquerade«          | Tommy LiPuma, producent            |
| 1979 | Najboljša moška vokalna R&B izvedba       | »On Broadway«              |                                    |
| 1981 | Najboljša moška vokalna jazzovska izvedba | »Moody's Mood«             |                                    |
| 1981 | Najboljša instrumentalna R&B izvedba      | »Off Broadway«             |                                    |
| 1981 | Najboljša moška vokalna R&B izvedba       | Give Me the Night          |                                    |
| 1984 | Najboljša instrumentalna pop izvedba      | »Being with You«           |                                    |
| 2007 | Najboljša tradicionalna R&B izvedba       | »God Bless the Child«      | z Alom Jarreaujem & Jillom Scottom |
| 2007 | Najboljša instrumentalna pop izvedba      | »Mornin'«                  |                                    |